# Longieren

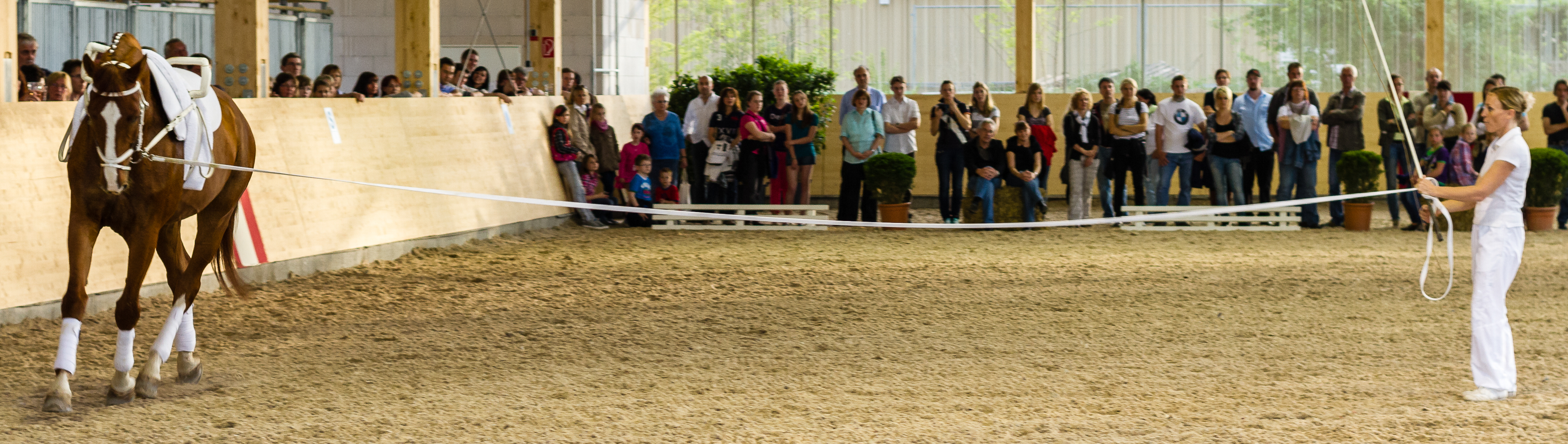
Das Pferd läuft in guter Anlehnung und gehorsam an der Hand der Longenführerin: eine wichtige Voraussetzung im Voltigiersport.

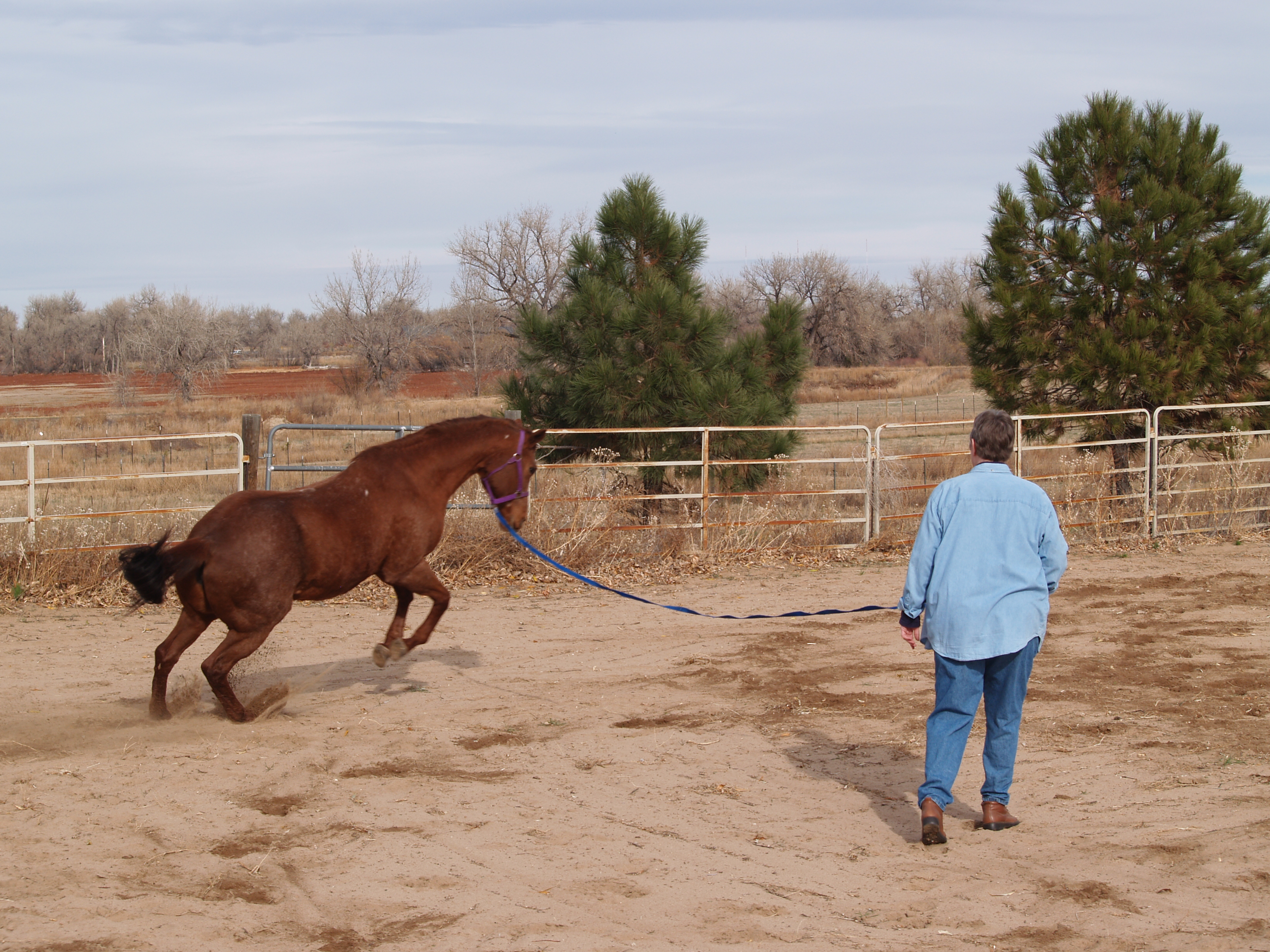
So sollte das Longieren möglichst nicht aussehen. Es ist nur wenig Einwirkung auf das Pferd möglich. Das Pferd wird bewegt, nicht gearbeitet.

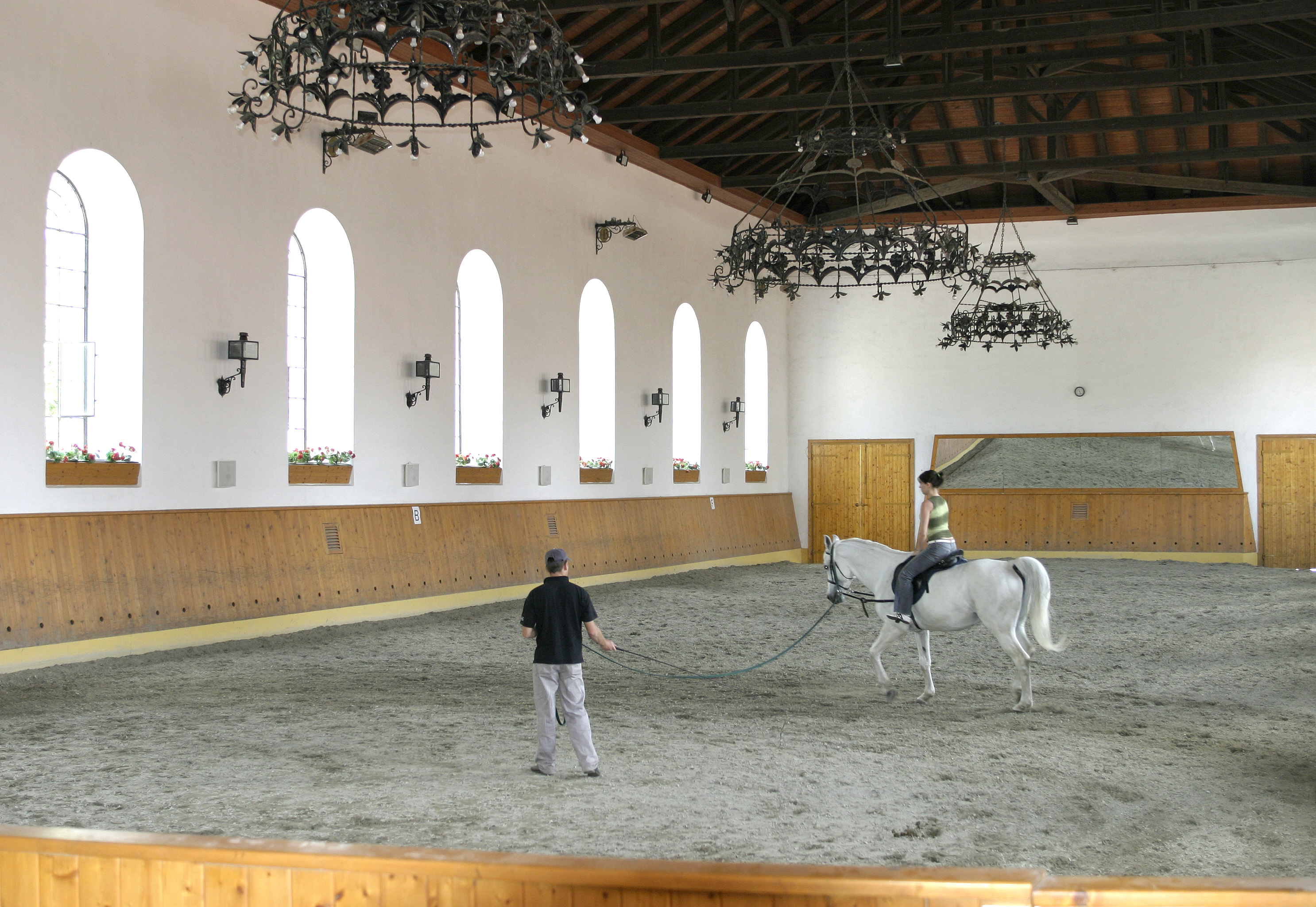
Longenunterricht zur Reitausbildung

Longieren ist das Laufenlassen eines Pferds auf einer kreisförmigen Bahn, wobei es an einer Leine – der sogenannten Longe – geführt wird.
Der Longenführer steht beim Longieren in der Mitte des Longierzirkels und hält die Longe in der Hand, die in die Laufrichtung des Pferdes weist. Mit der anderen Hand wird meist eine Longierpeitsche geführt. Im Longieren kann wie auch in anderen Disziplinen (Reiten, Fahren, Westernreiten und Voltigieren) ein Leistungsabzeichen erworben werden, das Deutsche Longierabzeichen.

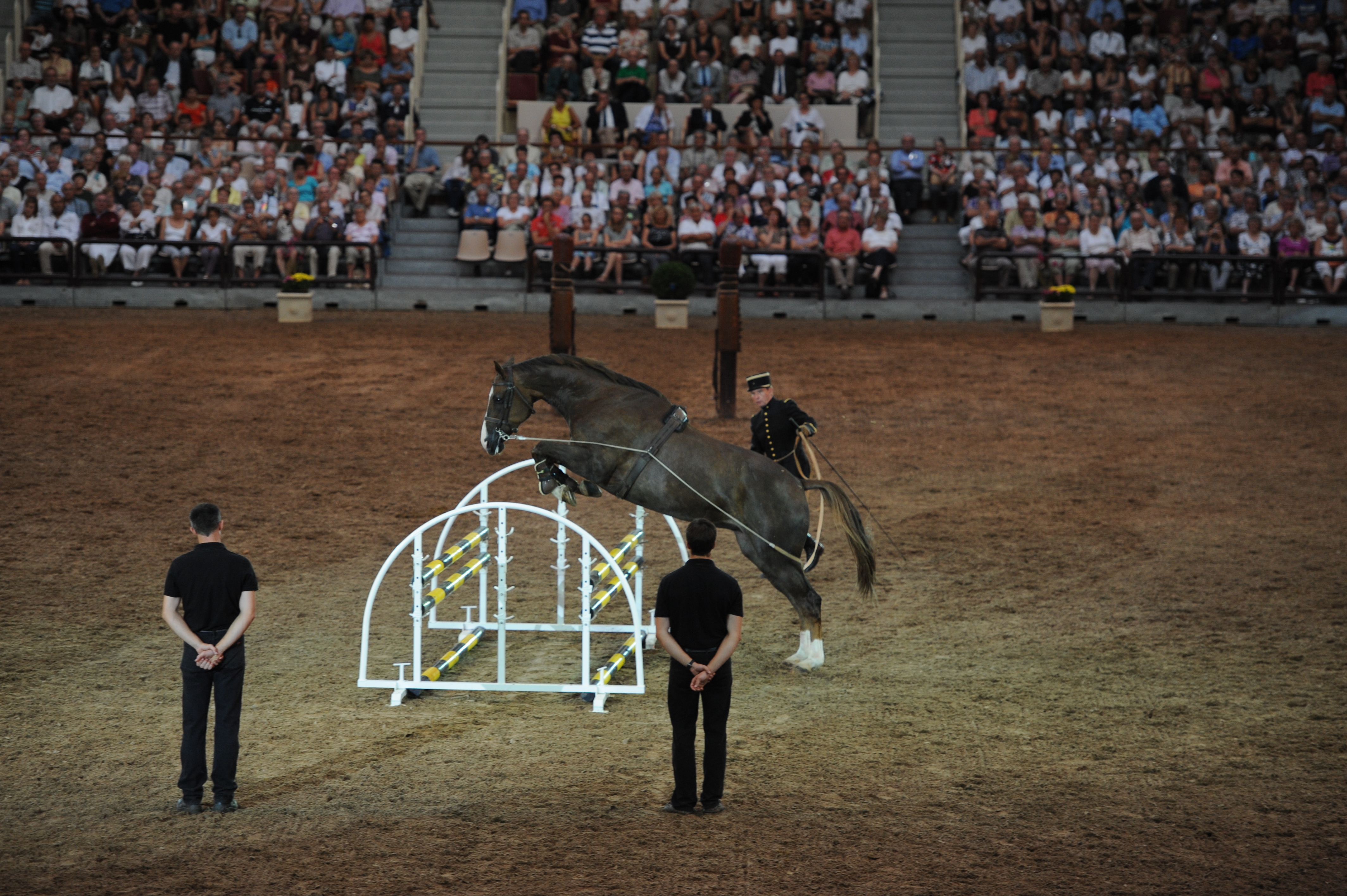
Springausbildung des Pferdes an der Doppellonge beim Cadre Noir

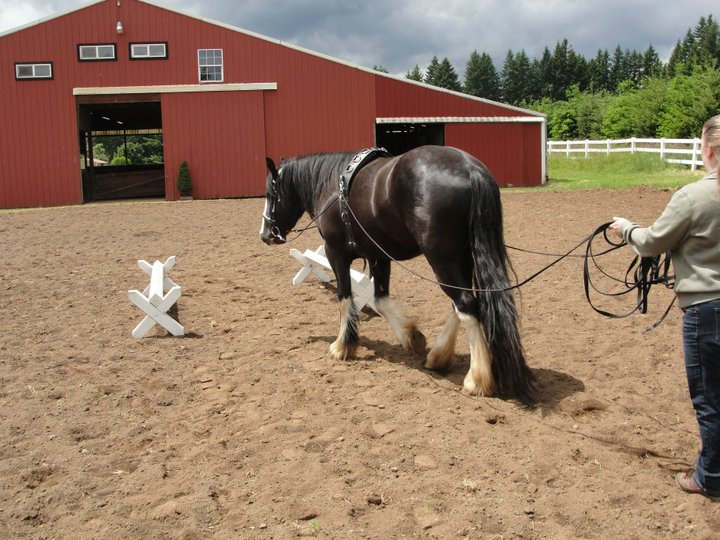
Fahren vom Boden bei der Ausbildung eines Zugpferdes

## Longieren zur Pferdeausbildung
Das Longieren wird häufig in der Ausbildung junger Pferde angewandt. Beim bereits ausgebildeten Tier wird es zur Gymnastizierung, zur Lockerung der Muskulatur oder auch nach längeren Stehzeiten eingesetzt, um dem Pferd wieder Kondition anzutrainieren, ohne es mit dem Gewicht des Reiters zu belasten. Wichtig sind regelmäßige Handwechsel, damit das Pferd nicht einseitig belastet wird, sowie ein Zirkel mit mindestens 12 Metern Durchmesser.
Auch in der Ausbildung von Fahrpferden ist die Arbeit mit der Doppellonge der erste Schritt. Dabei lernt das Pferd zunächst die Berührung der Beine durch die äußere Longe zu tolerieren, so dass es beim ersten Anspannen nicht erschrickt, wenn es mit den Strängen in Berührung kommt.

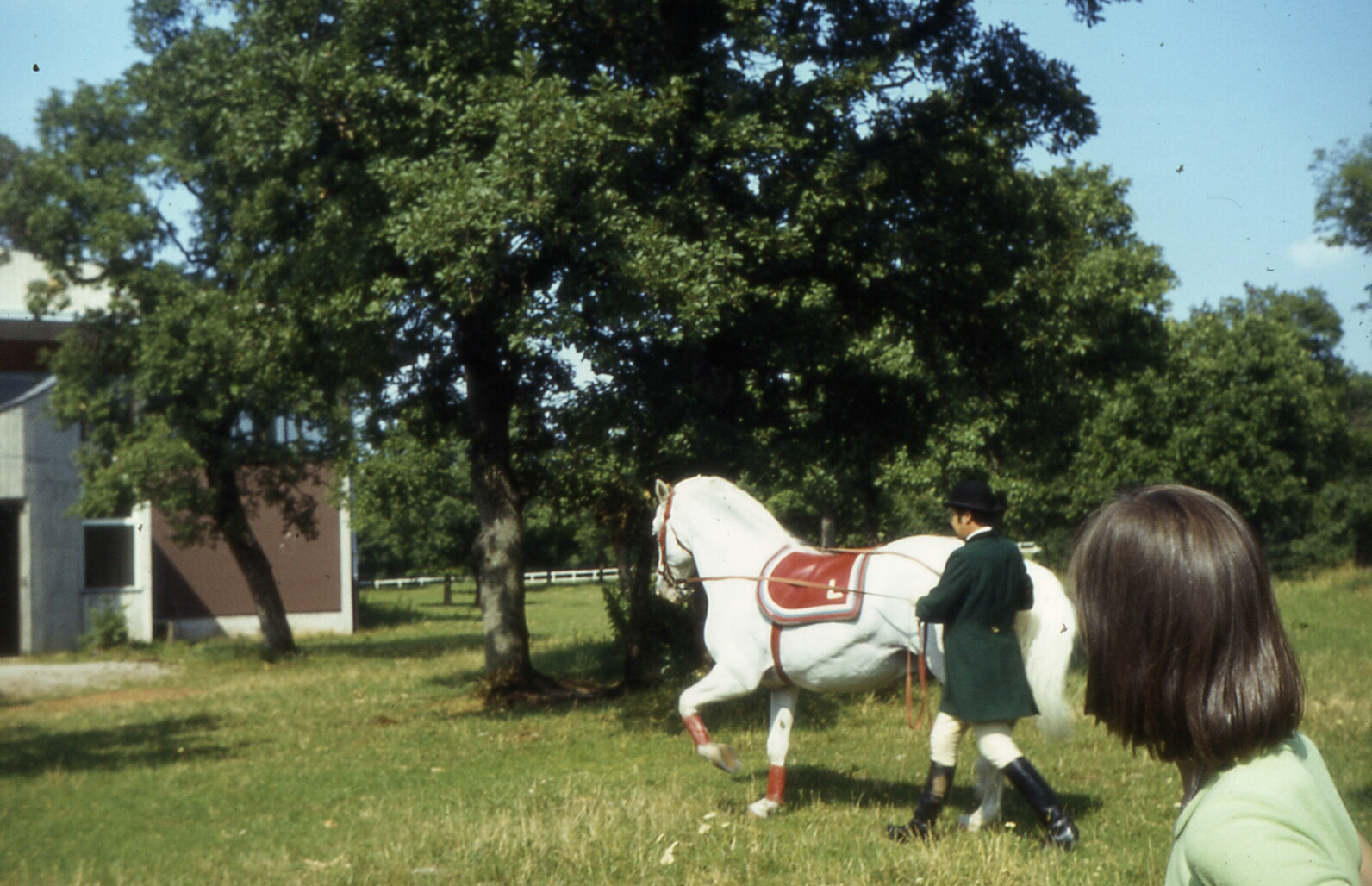
Langer Zügel

Im zweiten Schritt kann man die Doppellongen-Arbeit mit der Zeit dahingehend verändern, dass man nach und nach mehr hinter dem Pferd hergeht, bis man am langen Zügel direkt hinter dem Pferd hergeht und die Kreisbahn verlässt („Arbeit am langen Zügel“). So kann man das Pferd daran gewöhnen, die Hilfen von einem hinter ihm befindlichen Ausbilder anzunehmen. Es lernt, die Hilfen, die über Stimme und Leinen gegeben werden, zu akzeptieren. Im Sattel hat man zusätzlich noch Sitz und Beine zur Einwirkung zur Verfügung. Beim Longieren muss das Pferd nicht „gesteuert“ werden, weil der Weg durch die Kreisbahn vorgegeben ist. Das „Fahren vom Boden“ ist somit eine wichtige Ausbildungsstufe, bevor man das Pferd erstmals vor einen Reifen oder einen Holzbalken spannt.

## Longieren zur Reitausbildung
Das Longieren dient ebenfalls zur reiterlichen Ausbildung. Der Reitschüler erhält Reitunterricht („Longenunterricht“) auf dem vom Reitlehrer longierten Pferd. So kann er sich zunächst ausschließlich auf das Erlernen des korrekten Sitzes konzentrieren, ohne die Hilfengebung für das Pferd mit koordinieren zu müssen.

## Voltigieren
Bei der Sportart Voltigieren wird das Pferd longiert, während die Voltigiererinnen oder Voltigierer auf dem Pferd turnen. Der Zirkel, auf dem das Pferd an der Longe läuft, hat einen Durchmesser von 18 Metern (Turniermaß).

## Longenführer
Die Länge der Longe begrenzt die Entfernung, die das Pferd zum Longenführer einnehmen kann. Mit der Longe kann er durch Paraden (Zug) auf den Kopf des Pferdes einwirken. Daneben wirkt er mit seiner Stimme und der Longierpeitsche auf das Pferd ein. Die Longe verläuft immer vom Zaumzeug aus. Der Longenführer muss für eine effektive Arbeit sich mit dem Pferd mitbewegen.

## Longierwettbewerb
Longierwettbewerbe werden meist im Rahmen von Turnieren ausgetragen. Beim Longieren wird das Vertrauen, der Gehorsam demonstriert. Auch das Gleichgewicht des Pferdes wird überprüft.

## Ausrüstung

### Longe
Eine Longe ist eine circa 8 Meter lange Leine, die meist aus einem Nylon- oder Baumwollgurt besteht. An einem Ende ist ein Haken oder eine Lederschlaufe mit Schnalle angebracht, mit dem die Longe am Zaumzeug befestigt wird, am anderen Ende befindet sich meist eine Handschlaufe.
Die Longe verläuft immer vom Zaumzeug aus zum Longenführer. Sie kann gegebenenfalls vom Zaum aus über einen Longiergurt, der statt eines Sattels auf den Pferderücken geschnallt ist, umgelenkt werden. Dieses Umlenken ermöglicht es, die Haltung des Pferdes zusätzlich über in verschiedenen Höhen auf dem Longiergurt angebrachte Ringe zu beeinflussen.

### Doppellonge
Neben der einfachen Longe gibt es die Doppellonge von 12 bis 20 Meter Länge, die wie ein Zügel am Zaumzeug befestigt wird. Sie wird generell mit Longiergurt verwendet, da die Longe auf der dem Longenführer abgewandten Seite des Pferdes in Höhe der Sattellage befestigt werden muss, um ein Verrutschen der Longe auf dieser Seite bis zum Kopf zu verhindern. Die Anwendung der Doppellonge ermöglicht eine deutlichere Einwirkung auf Haltung und Bewegung des Pferdes und somit ein besonders effektives Training. Dieses Prinzip verlangt entsprechende Erfahrung vom Longenführer.

### Hilfszügel
Zum korrekten Longieren werden Hilfszügel verwendet, um das Pferd beim Longieren auszubinden. Ziel dabei ist es, dem Pferd Anlehnung zu geben, so dass das Tier losgelassen „über den Rücken schwingen kann“, also verstärkt die Rückenmuskulatur einsetzt. Beim Longieren soll das Pferd auch mit der Bauchmuskulatur arbeiten, indem es diese anspannt und löst. Dies ist wichtig für den Muskelaufbau des gesamten Rumpfes. Als Hilfszügel kommen in Frage: Dreieckszügel oder auch Wiener Zügel, Lauffer-Zügel, Ausbindezügel, Gogue oder Chambon. Für jeden Hilfszügel trifft eine andere Wirkungsweise zu, die stets zu berücksichtigen ist. Das Gogue wird vielfach zum osteopatischen Longieren verwendet. Im Voltigiersport unterstützt der Hilfszügel das Pferd im Ausbalancieren der Bewegungen der Voltigierer.

### Longiergurt
Der Longiergurt ist ein Leder- oder Nylongurt, der hinter dem Widerrist um den Rumpf des Pferdes angebracht wird und das Verschnallen der Hilfszügel ermöglicht. Zu diesem Zweck sind in verschiedenen Höhen des Gurtes Metallringe angebracht. Der Longiergurt kann auch durch einen Sattel oder einen Voltigiergurt ersetzt werden.

### Longierpeitsche
Die typische Longierpeitsche besteht aus dem Stab sowie einem Schlag aus Nylon oder Leder, die insgesamt ausreichend lang sind, das Pferd touchieren zu können. Die im Voltigiersport verwendete Peitsche hat in der Regel eine Stablänge von etwa 3 Metern (z. B. Teleskopstab), der Schlag ist circa 5 Meter lang.

### Zaum
Zum Longieren kann eine Trense mit Reithalfter verwendet werden, die Reitzügel werden abgeschnallt oder unter dem Hals des Pferdes zusammengebunden. Speziell für das Longieren geeignet ist auch der gebisslose Kappzaum.